# Aeroportul Internațional Fergana
Aeroportul Internațional Fergana (în uzbecă Farg‘ona xalqaro aeroporti) (IATA: FEG, ICAO: UTFF) este un aeroport din Regiunea Fergana, Uzbekistan ce deservește zona Fergana. Aeroportul a fost tranzitat în 2019 de 240.000 de pasageri. A fost numit după zona deservită.
Situat la o altitudine de 604 m, aeroportul dispune de 1 pistă. Este operat de Uzbekistan Airways⁠(d).

## Infrastructură

### Piste
Aeroportul dispune de o singură pistă. Pista 18/36 are suprafața de asfalt și dimensiunile 2.862 m × 50 m. 